# Смитфилд (Вирџинија)
Смитфилд (енгл. Smithfield) град је у америчкој савезној држави Вирџинија. По попису становништва из 2010. у њему је живело 8.089 становника.

## Демографија
Према попису становништва из 2010. у граду је живело 8.089 становника, што је 1.765 (27,9%) становника више него 2000. године.
| Група             | 2000.         | 2010.         |
| Белци             | 4.223 (66,8%) | 5.344 (66,1%) |
| Афроамериканци    | 1.952 (30,9%) | 2.322 (28,7%) |
| Азијати           | 26 (0,4%)     | 73 (0,9%)     |
| Хиспаноамериканци | 59 (0,9%)     | 175 (2,2%)    |
| Укупно            | 6.324         | 8.089         |